# 赤塔2号站
赤塔2号站（羅馬化：Stantsia Chita II）位于外贝加尔边疆区首府赤塔，是赤塔的主要铁路客运站，距莫斯科雅罗斯拉夫尔站6197公里。本站1899年投入使用。

## 列车
- 1（2）次列车（俄罗斯号）：莫斯科 - 海参崴
- 7（8）次列车：新西伯利亚 - 海参崴
- 19（20）次列车（东方号）：莫斯科 - 北京
- 61（62）次列车：莫斯科 - 海参崴
- 69（70）次列车：莫斯科 - 赤塔
- 77（78）次列车：新西伯利亚 - 涅留恩格里
- 207（208）次列车：新库兹涅茨克 - 海参崴
- 321（322）次列车：伊尔库茨克 - 後貝加爾斯克